# Anel comutativo
Em matemática, mais especificamente em álgebra, um anel comutativo é um anel em que a multiplicação é comutativa. A área da álgebra que estuda anéis comutativos é chamada álgebra comutativa.
Alguns tipos de anéis comutativos são listados na seguinte cadeia de inclusão de classes:
Anéis Comutativos ⊃  domínios de integridade ⊃ domínios integralmente fechados ⊃ domínios de fatoração única ⊃ domínios principais ⊃ domínio euclidianos ⊃ corpos

## Primeiras definições e exemplos

### Definição
Um anel é um conjunto {\displaystyle A} munido com duas operações binárias, isto é, que combinam dois elementos de {\displaystyle A} num único elemento de {\displaystyle A}. Estas operações são chamadas adição e multiplicação e geralmente são denotadas "+" e "⋅", por exemplo {\displaystyle a+b} e {\displaystyle a\cdot b}. Para formar um anel estas operações devem satisfazer certas propriedades: o anel tem que ser um grupo abeliano sobre a adição e um monoide sobre a multiplicação, com a multiplicação distributiva sobre a adição, ou seja, {\displaystyle a\cdot (b+c)=(a\cdot b)+(a\cdot c)}. As identidades para adição e multiplicação são denotadas por 0 e 1 respectivamente.

Se além disso, a multiplicação for comutativa:
{\displaystyle a\cdot b=b\cdot a}
o anel {\displaystyle A} é chamado comutativo. No resto deste artigo todos os anéis serão comutativos a menos que seja dito o contrário.

### Primeiros exemplos
Um exemplo importante, e em certo sentido crucial, é o anel dos números inteiros é comutativo {\displaystyle \mathbb {Z} } com as operações de adição e multiplicação. Como a multiplicação de inteiros é comutativa, este é um anel comutativo. O anel dos inteiros é denotado normalmente por {\displaystyle \mathbb {Z} } como uma abreviação da palavra alemã Zahlen (números).
Um corpo é um anel comutativo no qual todo elemento
não-nulo {\displaystyle a} é invertível; isto é, tem um inverso {\displaystyle b} tal que {\displaystyle a\cdot b=1}. Assim , por definição, qualquer corpo é um anel comutativo. Os racionais, reais e os complexos são corpos.
O anel das matrizes {\displaystyle n\times n} não é comutativo para todo {\displaystyle n>1}. De fato o exemplo abaixo mostra que a multiplicação de matrizes {\displaystyle 2\times 2} não é comutativa e pode-se fazer exemplos análogos para {\displaystyle n} maior.
{\displaystyle {\begin{aligned}{\begin{bmatrix}1&1\\0&1\\\end{bmatrix}}\cdot {\begin{bmatrix}1&1\\1&0\\\end{bmatrix}}&={\begin{bmatrix}2&1\\1&0\\\end{bmatrix}}\\{\begin{bmatrix}1&1\\1&0\\\end{bmatrix}}\cdot {\begin{bmatrix}1&1\\0&1\\\end{bmatrix}}&={\begin{bmatrix}1&2\\1&1\\\end{bmatrix}}\end{aligned}}}
Se {\displaystyle A} é um anel comutativo dado, então o conjunto de todos os polinômios na variável X com coeficientes em {\displaystyle A} forma o anel de polinômios, denotado R[X]. O mesmo vale para várias variáveis.
Se V é algum espaço topológico, por exemplo um subconjunto de algum
Rn, as funções contínuas em V, com valores reais ou complexos ou num anel qualquer, formam um anel comutativo. O mesmo é válido para diferenciável ou holomorfa no lugar de contínua.

## Ideais e Espectro
Nesta seção A denota um anel comutativo.
Em contraste com corpos, onde cada elemento não nulo é invertível, a teoria de anéis é mais complicada. Existem várias noções para lidar com esta situação. Primeiro, um elemento a de {\displaystyle A} é chamado unidade se ele possui inverso multiplicativo. Um elemento {\displaystyle a} é chamado divisor de zero se existe um elemento {\displaystyle b} do anel tal que {\displaystyle a\cdot b=0}. Se {\displaystyle A} não possui divisores de zero ele é chamado domínio integral pois ele lembra os inteiros sob alguns aspectos.
Muitas das noções seguintes existem para anéis não necessariamente comutativos, mas as definições e propriedades são geralmente mais complicadas. Por exemplo, todos os ideais à esquerda são também ideais à esquerda e vice-versa, o que simplifica as coisas consideravelmente.

### Ideais e anel quociente
A estrutura interna de um anel comutativo é determinada considerando seus ideais, isto é, conjuntos não-vazios que são fechados sobre a multiplicação com elementos quaisquer do anel e sobre a adição:
para todo {\displaystyle r\in } {\displaystyle A}, {\displaystyle i} e {\displaystyle j} em {\displaystyle l}, ambos {\displaystyle ri} e {\displaystyle i+j} estão em {\displaystyle l}. Dado um subconjunto {\displaystyle F=\{f_{j}\}_{j\in J}}de {\displaystyle A} (onde {\displaystyle J} é um conjunto de índices), o ideal gerado por {\displaystyle F} é o menor ideal que contém {\displaystyle F}. Equivalentemente, ele é dado pelas combinações lineares finitas
{\displaystyle \sum _{k=1}^{n}r_{k}\cdot f_{k}=r_{1}\cdot f_{1}+r_{2}\cdot f_{2}+\cdots +r_{n}\cdot f_{n}}
Um ideal gerado por um único elemento é chamado ideal principal. Um anel no qual todos os ideais são principais é chamado um anel de ideais principais ou anel principal ou domínio principal (quando {\displaystyle A} é domínio). Dois casos importante são {\displaystyle \mathbb {Z} } e {\displaystyle \mathbb {k} [X]} , o anel de polinômios sobre o corpo {\displaystyle \mathbb {k} }. Qualquer anel tem pelo menos dois ideais, a saber o ideal nulo {\displaystyle \{0\}} e o anel inteiro {\displaystyle A}. Qualquer ideal que não está contido em nenhum ideal próprio (isto é ≠{\displaystyle A}) é chamado ideal maximal. Todo anel possui pelo menos um ideal maximal, isto decorre do lema de Zorn que é equivalente ao axioma da escolha.
A definição de ideais é tal que "quocientando" por I nos dá outro anel, o
anel quociente A/I: ele é o conjunto de classes de I junto com as operações
{\displaystyle (a+I)+(b+I)=(a+b)+I} e  {\displaystyle (a+I)(b+I)=ab+I}
Por exemplo, o anel  {\displaystyle \mathbb {Z} /n\mathbb {Z} } (também denotado {\displaystyle \mathbb {Z} _{n}}), onde {\displaystyle n} é um inteiro, é o anel dos inteiros módulo {\displaystyle n}. Isto é a base da aritmética modular.

### Localizações
A localização de um anel é em certo sentido o conceito dual do anel quociente. Enquanto no quociente {\displaystyle A/l} certos elementos (a saber, os elementos de {\displaystyle l}) se tornam zero, na localização certos elementos são tornados invertíveis, isto é, inversos multiplicativos são incluídos no anel.
Formalmente, se {\displaystyle S} é um subconjunto multiplicativamente fechado de {\displaystyle A} (ou seja, para todos s, {\displaystyle t\in S} tem-se {\displaystyle st\in S}) então a localização de {\displaystyle A} em {\displaystyle S}, ou o anel de frações com denominadores em {\displaystyle S}, denotada por {\displaystyle S^{-1}A} consiste dos símbolos
{\displaystyle {\frac {r}{s}}} com  {\displaystyle r\in A,s\in S}
sujeitos a certas regras que imitam o cancelamento familiar dos números racionais. De fato, nesta linguagem {\displaystyle \mathbb {Q} } é a localização de {\displaystyle \mathbb {Z} } em {\displaystyle \mathbb {Z} }{\displaystyle -\{0\}}. Esta construção funciona para qualquer domínio de integridade {\displaystyle A} no lugar de Z. A localização de
{\displaystyle (A-\{0\})^{-1}}. {\displaystyle A} é chamada corpo de frações de {\displaystyle A}.
Se {\displaystyle S} consiste de potências de um elemento fixado {\displaystyle f}, então a localização é escrita {\displaystyle A_{f}}.

### Ideais primos e o espectro
Um tipo de ideais particularmente importante são os ideais primos, frequentemente denotados p. Esta noção apareceu quando os algebristas (no século XIX) perceberam que, diferentemente de Z, em muitos anéis não
existe fatoração única em números primos. (Anéis nos quais este resultado vale são chamados domínios de fatoração única. )Por definição, um ideal é primo se ele é próprio e é tal que sempre que um produto ab de dois elementos do anel está em p, ao menos um deles está em p.(A conclusão reversa vale para todo anel, por definição) Equivalentemente, o anel quociente {\displaystyle A}/p é um domínio de integridade. Ainda outra maneira de expressar isto é dizer que o conjunto A\p é multiplicativamente fechado. A localização ({\displaystyle A} \ p)−1A é importante o bastante para ter sua própria notação: {\displaystyle A_{p}}. Este anel tem um único ideal maximal, a saber pAp. Ideais com um único ideal maximal são chamados anéis locais.
Todo ideal maximal é primo. Provar que um ideal é primo, ou equivalentemente que um anel não tem divisores de zero pode ser muito difícil.

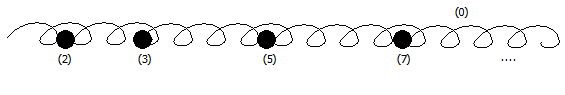
Espectro de Z.

Ideais primos são o passo chave para interpretar um anel geometricamente, através do espectro do anel Spec A: este é o conjunto de todos os ideais primos de A. Como notado acima cada anel tem pelo menos um ideal maximal e portanto pelo menos um ideal primo, assim o espectro de um anel é não vazio. Se A é um corpo, o único ideal primo é o ideal zero e assim o espectro tem um ponto só. O espectro de Z, no entanto, contém um ponto para o ideal zero e um ponto para cada número primo p (que gera o ideal primo pZ). O espectro é munido com uma topologia (matemática) chamada Topologia de Zariski, que é determinada especificando os subconjuntos D(f)={p ∈ Spec A, f ∉ p}, onde f é qualquer elemento do anel, como abertos. Esta topologia tende a ser diferente da encontrada em análise ou geometria diferencial; por exemplo, existiram pontos que não são fechados. O fecho de um ponto correspondendo ao ideal zero 0  ⊂ Z, por exemplo, é o espectro inteiro de Z.
A noção de espectro é a base comum da álgebra comutativa e geometria algébrica. Geometria algébrica procede munindo Spec A com um feixe {\displaystyle {\mathcal {O}}} (uma entidade cujos elementos são funções definidas localmente). Um espaço junto com seu feixe é chamado um esquema afim. Dado um esquema afim, o anel subjacente A pode ser recuperado como a seção global de do feixe {\displaystyle {\mathcal {O}}.}
Além disso, a correspondência um a um entre anéis e esquemas afins também é compatível com os homomorfismos de anéis: qualquer f : A → B induz uma função contínua na direção oposta Spec B → Spec A, q ↦ f−1(q)
, isto é, qualquer ideal primo de B é levado na sua pré-imagem por f, que é um ideal primo de A.
O espectro também faz precisa a intuição que localização e quociente são conceitos complementares: as aplicações naturais A → Af e R → R / fR correspondem, depois de munir o espectro dos anéis em questão com suas topologias de Zariski, a abertos e fechados complementares.
As  equivalências das duas categorias acima serve para refletir as propriedades algébricas dos anéis de uma forma geométrica. Esquemas afins são modelos locais para os esquemas da mesma forma que as variedades são dadas localmente por abertos de Rn. Esquemas são o objeto principal de estudo em geometria algébrica. Assim, muitas noções que se aplicam a anéis e homomorfismos nascem da intuição geométrica.

## Homomorfismos de anéis
Como ocorre geralmente em álgebra, uma função f entre dois objetos que respeita as estruturas dos objetos em questão é chamada homomorfismo. No caso de anéis, um homomorfismo de anéis é uma aplicação
f : {\displaystyle A} → B tal que
f(a + b) = f(a) + f(b), f(ab) = f(a)f(b) e f(1) = 1.
Estas condições garantem que f(0)=0, mas o requerimento que a identidade da multiplicação 1 é preservada sobre f não segue das duas primeiras propriedades. Numa situação destas  B é também chamada uma A-álgebra, entendendo que b em B pode ser multiplicado por a de A pondo
a · b := f(a) · b.
O núcleo e imagem de f são definidos por nuc(f) = {a ∈ A, f(a) = 0} e im (f) = f(A) = {f(a), a ∈ A}. Ambos núcleo e imagem são subanéis de A e B respectivamente, mas o núcleo é sempre um ideal de A e a imagem nem sempre é um ideal de B.

## Módulos
A estrutura externa de um anel comutativo é determinada considerando álgebra linear sobre este anel, ou seja, investigando a teoria de módulos, que são similares a espaços vetoriais, exceto pelo fato que a base não precisa ser necessariamente um corpo, mas podendo ser um anel A. A teoria dos A-módulos é significativamente mais complicada que a álgebra linear dos espaços vetoriais. Teoria de módulos tem dificuldades tais como módulos que não tem bases, módulos com posto (análogo à dimensão dos espaços vetoriais) que pode não ser bem definido e com submódulos de um módulo finitamente gerado que não são finitamente gerados (a menos que A seja noetheriano).
Ideais em um anel A podem ser caracterizados como os A-módulos que são submódulos de A. Por outro lado, um bom entendimento dos A-módulos precisa de informação suficiente a respeito de A. Reciprocamente, no entanto, várias técnicas de álgebra comutativa que estudam a estrutura de A examinando seus ideais, procedem estudando seus módulos em geral.

## Anéis noetherianos
Um anel é chamado Noetheriano (em homenagem a Emmy Noether, que desenvolveu este conceito) se cada cadeia ascendente de ideais
0 ⊆ I0 ⊆ I1  ... ⊆ In ⊆ In + 1 ⊆ ...
é estacionária, ou seja, fica constante depois de algum índice n.
Equivalentemente, qualquer ideal é finitamente gerado, ou, ainda equivalentemente, se submódulos de módulos finitamente gerados são finitamente gerados. Um anel é  chamado Artiniano (em homenagem a Emil Artin) se cada cadeia descendente de ideais
A ⊇ I0 ⊇ I1  ... ⊇ In ⊇ In + 1 ⊇ ...
é estacionária. Apesar das duas condições parecerem simétricas, anéis noetherianos são muito mais gerais do que anéis artinianos. Por exemplo, Z é noetheriano, pois cada ideal pode ser gerado por um elemento, mas não é artiniano, como mostra a seguinte cadeia
Z ⊋ 2Z ⊋ 4Z ⊋ 8Z ⊋ ... .
Na verdade, todo anel artiniano é noetheriano.
Ser noetheriano é uma condição de finitude extremamente importante. A condição é preservada sobre operações que ocorrem frequentemente em geometria algébrica: se A é noetheriano, então também é noetheriano o anel de polinômios A[X1, X2, ..., Xn] (pelo Teorema da base de Hilbert), qualquer localização S−1A e qualquer quociente A/I.

## Dimensão
A dimensão de Krull (ou simplesmente dimensão) dim A de um anel A é uma noção da medida do "tamanho" de um anel, grosso modo, contando os elementos independentes em A. Precisamente, ela é definida como o supremo dos comprimentos n das cadeias de ideais primos
0 ⊆ p0 ⊆ p1 ⊆ ... ⊆ pn.
Por exemplo, um corpo tem dimensão zero, pois seu único ideal primo é o ideal nulo. Também é conhecido que um anel comutativo é artiniano se, e só se, ele é noetheriano e tem dimensão zero (ou seja, todos os seus ideais primos são maximais). Os inteiros tem dimensão 1: qualquer cadeia de ideais primos é da forma
0 = p0 ⊆ pZ = p1, onde p é um número primo
pois cada ideal em Z é principal.
A dimensão se comporta bem se os anéis em questão são noetherianos:
a igualdade esperada
dim A[X] = dim A +1
se verifica neste caso (em geral, só se tem A + 1 ≤ dim A[X] ≤ 2 · dim A + 1). Além disso, como a dimensão depende apenas da cadeia maximal, a dimensão de A é o supremo de todas as dimensões das localizações Ap, onde p é um ideal primo arbitrário.
Intuitivamente, a dimensão de A é uma propriedade local do espectro de A. Assim, a dimensão é frequentemente considerada apenas para anéis locais, também como anéis noetherianos em geral podem ter dimensão infinita, mesmo com suas localizações tendo dimensão finita.
Determinar a dimensão de, digamos,
k[X1, X2, ..., Xn] / (f1, f2, ..., fm), onde k é um corpo e os fi são polinômios em n variáveis,
não é fácil em geral. Para A noetheriano, a dimensão cai o quanto possível, isto é, dim A/I = dim A -n, e A/I é chamado uma interseção completa.
Um anel local A, ou seja, com um único ideal maximal m, é chamado regular, se a sua dimensão (de Krull) é igual à dimensão (como espaço vetorial sobre o corpo A/m) do espaço cotangente m/m2.

## Construindo anéis comutativos
Existem diversas maneiras de construir novos anéis a partir de outros já conhecidos. O objetivo de tais construções é geralmente melhorar certas propriedades do anel e assim tornar ele mais compreensível. Por exemplo, um domínio de integridade que é integralmente fechado no seu corpo de frações é chamado normal. Esta é uma propriedade desejável, por exemplo qualquer anel normal de dimensão 1 é necessariamente regular. O processo de tornar um anel normal é conhecido como normalização.

### Completamentos
Se I é um ideal num anel comutativo A, as potências de I formam uma vizinhança topológica de 0 que permite que A seja visto como um anel topológico. A pode ser então completado com respeito a esta topologia. Formalmente, o completamento I-ádico é o limite inverso dos anéis A/I n. Por exemplo, se k é um corpo, k{\displaystyle [[X]],} o anel das  séries de potências formais em uma variável sobre k, é o completamento I-ádico de k[X] onde I é o ideal principal gerado por X. Analogamente, o anel dos inteiros p-ádicos é o completamento I-ádico de Z onde I é o ideal principal gerado por p. Qualquer anel que é isomorfo ao seu completamento é chamado completo.

## Propriedades
Pelo Teorema de Wedderburn, cada anel de divisão finito é comutativo, e portanto é um corpo finito. Outra condição que garante a comutatividade de um anel, devido a Jacobson, é a seguinte: para cada elemento r de A existe um inteiro n > 1 tal que rn = r. Se, r2 = r para cada r, o anel é chamado de anel booliano. Condições mais gerais que garantem que um anel é comutativo também são conhecidas.